# ليام برودي
ليام برودي (بالإنجليزية: Liam Broady)‏ مواليد 4 يناير 1994 في ستوكبورت، إنجلترا، المملكة المتحدة، هو لاعب كرة مضرب بريطاني يلعب باليد اليسرى ويحتل حالياً المرتبة رقم. 287 (15 فبراير 2016) في تصنيف رابطة محترفي كرة المضرب. أعلى تصنيف له في الفردي كان المركز الـ 158 في سنة 2015.

## روابط خارجية
- ليام برودي على موقع رابطة محترفي التنس (الإنجليزية)
- ليام برودي على موقع الاتحاد الدولي لكرة المضرب (الإنجليزية)
- ليام برودي على موقع كأس ديفيز (الإنجليزية)
- ليام برودي على موقع خلاصة التنس.كوم (الإنجليزية)
- ليام برودي على موقع إي إس بي إن.كوم (الإنجليزية)
- ليام برودي على موقع أوليمبيديا (الإنجليزية)
- ليام برودي على موقع اللجنة الأولمبية البريطانية (الإنجليزية)